# Akant miękki
Akant miękki (Acanthus mollis L.) – gatunek byliny należący do rodziny akantowatych. Pochodzi z obszaru śródziemnomorskiego, rozprzestrzeniony jednak został jako roślina ozdobna w wielu regionach świata i obecnie występuje (poza Antarktydą) na wszystkich kontynentach. Jest uprawiany również w Polsce.

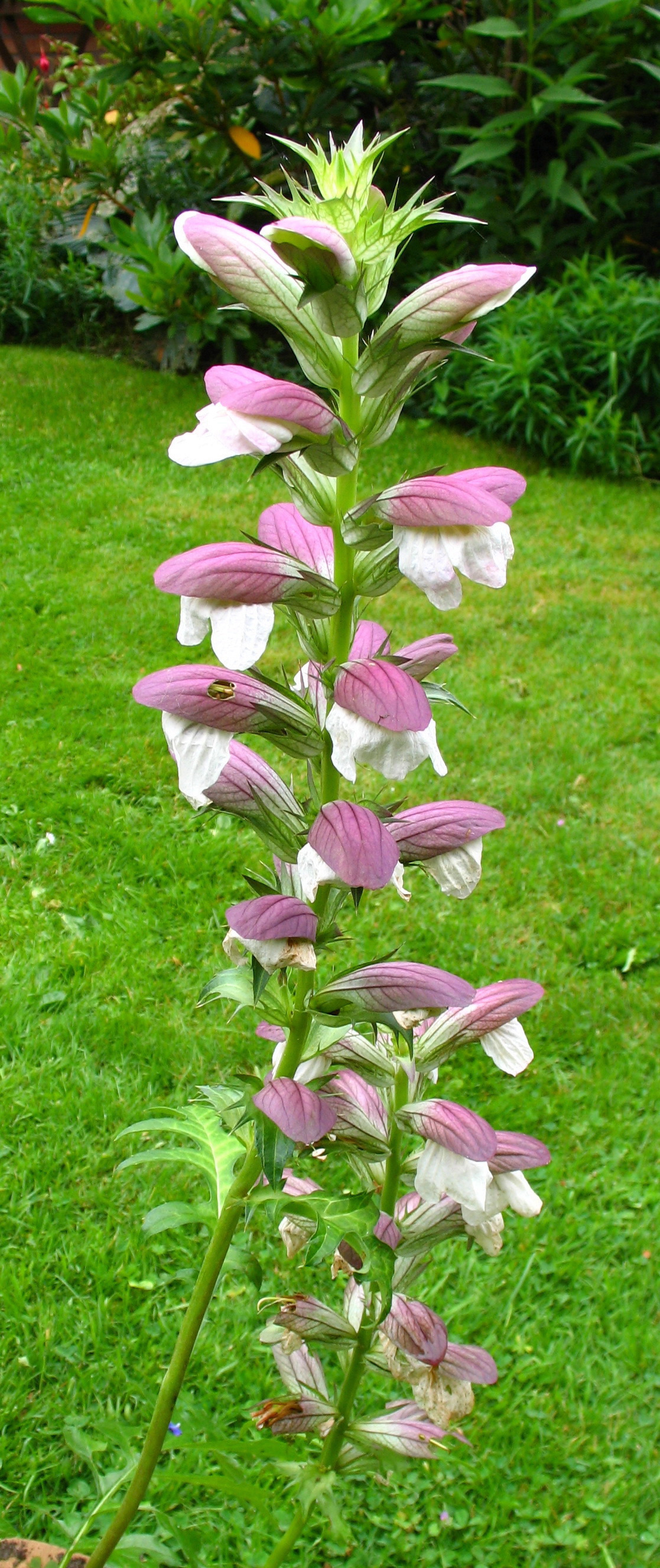
Kwiatostan

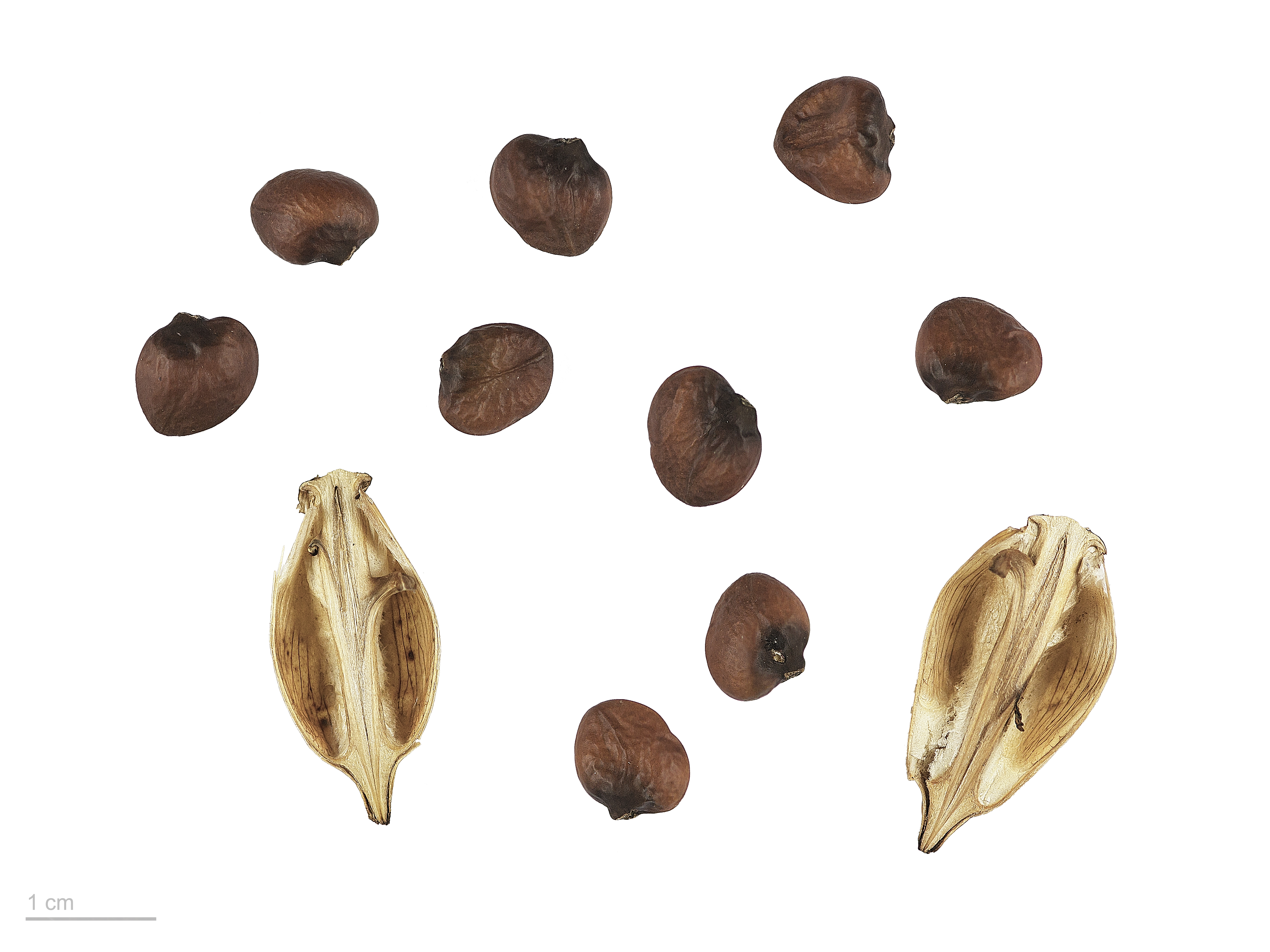
Acanthus mollis

## Morfologia
ŁodygaGruba i wzniesiona.
LiścieGłęboko klapowane i ząbkowane, ciemnozielone i błyszczące.
KwiatyKwiatostan w postaci luźnego kłosu. Kwiaty o koronie dwuwargowej.  Zebrane są w kwiatostany, które mogą osiągać wysokość do 1,8 m. Ich purpuroworóżowe liście przykwiatowe ostro kontrastują z białymi kwiatami.
OwoceTorebka ze spłaszczonymi nasionami.

## Zastosowanie
Jest uprawiany jako roślina ozdobna, głównie ze względu na swoje duże i efektowne kwiatostany oraz ozdobne liście. Uprawiane w ogrodach formy mają wyższe pędy kwiatostanowe i bardziej miękkie liście od formy dziko rosnącej. Może rosnąć w cieniu, ale ze względu na kłącza może być jednak trudny do usunięcia. Podczas długotrwałych upałów liście mają tendencję do więdniecia.

## Obecność w kulturze
Liście akantu miękkiego i akantu kłującego były dla starożytnych rzeźbiarzy i architektów często używanym wzorem do tworzenia dekoracyjnych motywów na głowicach kolumn korynckich.